# Жорж Рігаль
Жорж Рігаль (фр. Georges Rigal, 6 січня 1890 — 25 березня 1974) — французький ватерполіст і плавець.
Учасник Олімпійських Ігор 1912, 1924 років.
Олімпійський чемпіон 1924 року.